# Volksliedton
Ein Gedicht ist im Volksliedton verfasst, wenn ein dreihebiger Jambus mit unterbrochenem Reim vorliegt. Zurück geht der Volksliedton auf die Romantiker, die darin formal das ursprüngliche Volkslied zu finden glaubten. Typisch für das romantische Volkslied ist aber nicht nur die Verwendung bestimmter Formen, sondern auch bestimmte Motive und Themen, die sich teilweise an tradierter Volkslieddichtung, aber auch an romantischen Motiven und Vorlieben orientierten.

## Merkmale
Bei den Merkmalen ist häufig zu finden:
- Strophe als Vierzeiler
- 3 Jamben mit wechselnd männlicher und weiblicher Kadenz
- beim Reim häufig Kreuzreim